# Maria de Lourdes Belchior
Maria de Lourdes Belchior Großes Verdienstkreuz • GCRB • Officier • GCIH • ComSE • GCIP • (Lisboa, 9 de Julho de 1923 – Lisboa, 4 de Junho de 1998) foi uma escritora, poeta, professora catedrática e diplomata portuguesa que viveu em Portugal, no Brasil, França e nos Estados Unidos da América.

## Biografia
Estudou no liceu de raparigas como era norma na época, o Maria Amália Vaz de Carvalho em Lisboa, onde ficou conhecida como a “Carolina Micaelis” pelas suas capacidades de estudo e investigação.

#### Faculdade de Letras da Universidade de Lisboa
Em 1946 licenciou-se com 18 valores em Filologia Românica, com uma dissertação intitulada Da poesia de Frei Agostinho da Cruz : tentativa de análise estilística.
Depois de uma curta passagem, como professora, pela Escola Veiga Beirão, onde teve como colega o poeta Sebastião da Gama, foi contratada pela Faculdade de Letras da Universidade de Lisboa como segundo assistente, em 1947. Entre os colegas ficou conhecida pela solidariedade e amizade. A este propósito e costume recordar-se que Maria de Lourdes Belchior recusou participar num concurso interno da Faculdade de Letras da Universidade de Lisboa no qual só havia uma vaga para dois candidatos, para ceder o lugar ao seu colega e grande amigo Prof. Lindley Cintra.

#### Instituto Católico de Paris
Entre 1950 e 1952 passou pelo Instituto Católico de Paris como Leitora com uma tese sobre Frei António das Chagas – “Um Homem e um Estilo do Século XVII”. Um ano mais tarde doutorou-se com a classificação de 18 valores. Em 1959 obteve o título de Professora Extraordinária, por concurso em que se apresentou com um trabalho sobre o Itinerário Poético de Rodrigues Lobo. Ocupava já várias disciplinas no âmbito da Filologia Românica, entre as quais a Literatura Portuguesa II (classicismo e barroco), a Literatura Espanhola e a Cultura Portuguesa.

#### Embaixada de Portugal no Brasil
Entre 1963 e 1966, desempenhou funções de Conselheiro Cultural na Embaixada de Portugal no Brasil, país que percorreu largamente, efetuando conferências e orientando debates sobre questões da sua especialidade.

#### Fundadora Departamento de Filologia Românica, Universidade do Porto
Em 1969 ocupou também o cargo de Professora Catedrática na Universidade do Porto onde criou o Departamento de Filologia Românica na Faculdade de Letras da Universidade do Porto, gesto que a universidade retribuirá em 1996 ao conceder-lhe o título de doutor “honoris causa”.

#### Presidência do Instituto de Alta Cultura
Após quatro anos como Conselheira para a Direção do Instituto de Alta Cultura. De novo em Lisboa, foi, entre 1970 e 1973, Presidente do Instituto de Alta Cultura, actual Instituto Camões.

#### Fundadora da Universidade Nova
Também nesta altura, foi membro do Conselho Fundador da Faculdade de Ciências Sociais e Humanas da Universidade Nova de Lisboa com Eduardo Lourenço e Luciana Stegagno Picchio. Anos mais tarde, em Maio de 1998, a universidade em atribui-lhe o doutoramento “honoris causa”.

#### Secretária de Estado da Cultura e Investigação Científica
Entre 15 de Maio e 17 de Julho de 1974, assumiu o cargo de Secretária de Estado da Cultura e Investigação Científica onde entre Julho e Dezembro era notada como a única mulher do governo. Mas rapidamente desistiu por sua iniciativa de cargos políticos. E veio a ser em maio de 1975 cofundadora do Semanário Nova Terra, assinando, como Diretora, grande parte dos editoriais.

#### Universidade Sorbonne
O ano letivo de 1976-1977, passá-lo-ia como Professora Associada na Universidade Sorbonne em Paris.

#### Universidade de Santa Bárbara
A partir de 1978, iniciaria, na Universidade de Santa Bárbara, um longo período de regência de disciplinas na área das literaturas e culturas lusófonas durante cerca de dez anos. Foi substituir o escritor e amigo Jorge de Sena no Departamento de Espanhol e Português da universidade onde permaneceu cinco anos. Nestes casos como em muitos outros demonstrou a sua modéstia ao insistir num salário abaixo do que houvera auferido o seu predecessor Jorge de Sena.

#### Direção da Fundação Calouste Gulbenkian
Em 1972 tinha recusado o cargo de Diretora, mas dezassete anos mais tarde aceitou substituir José-Augusto Franca como Diretora do Centro Cultural Português da Fundação Calouste Gulbenkian em Paris. Esteve no cargo desde 1989 até 1998 e orientou os seus esforços na difusão da cultura portuguesa em França: desenvolveu a biblioteca, promoveu publicações, realizou inúmeras exposições, subsidiou a tradução de autores portugueses para francês, e realizou eventos como a homenagem ao escritor brasileiro Jorge Amado (Outubro de 1990), a homenagem a Emmanuel Nunes por ocasião do Festival de Outono de Paris (Novembro de 1992), o debate com o arquiteto Siza Vieira sobre a “reconstrução do Chiado após o incêndio de 1989” (Janeiro de 1964) e a conferencia “Portugal na obra de António Tabucchi” (Marco de 1964), bem como noites de debate dedicadas ao cineasta Manoel de Oliveira que alias conseguiram um enorme sucesso por ocasião da exibição de “Non ou a vã gloria de mandar”. Comissariou também jovens pintores como Manuela de Sena, filha de Jorge de Sena, para expor Centro Cultural Português em Paris, e José Escada, antigo bolseiro da Fundação.

## Relação com a fé
Pertenceu nos anos 60 ao movimento laico Graal, um movimento de inspiração Cristã. E em 1990 foi nomeada pelo Papa João Paulo II membro do Conselho Pontifício da Cultura.

## Morte
Maria de Lourdes Belchior morreu aos 74 anos no Instituto de Oncologia de Lisboa, a 4 de Junho de 1998.
“Com a sua morte, a cultura portuguesa perde uma das suas figuras mais notáveis” disse o Presidente da Fundação Calouste Gulbenkian Ferrer Correia. Ecoado por outras personalidades literárias como o filósofo Eduardo Lourenço que lamentou a perda de um “dos grandes nomes da cultura portuguesa da segunda metade do século XX”.
A Camara Municipal de Lisboa prestou-lhe a sua homenagem ao atribuir o seu nome a uma rua de Lisboa.
No ano do centenário da sua morte, em 2023, várias celebrações foram realizadas em Paris e Portugal. Em Paris, a 17 de março, uma jornada de estudos teve lugar na Maison de Portugal André de Gouveia. O evento foi coorganizado pela Universidade Paris Nanterre, Sorbonne Nouvelle, Sorbonne Université e pelo Leitorado da Universidade Paris 8, em parceria com a Fundação e Biblioteca Gulbenkian. Em Portugal, a Universidade do Porto organizou, a 11 de dezembro, o congresso "Maria de Lourdes Belchior: a mulher e os livros", na Faculdade de Letras, com a participação de Inês Belchior, familiar da homenageada, e intervenções de Ernesto Rodrigues, Guilherme d’Oliveira Martins, Arnaldo Saraiva e José Adriano de Carvalho, entre outros. A Biblioteca Nacional de Portugal, em Lisboa, também realizou uma mostra documental sobre Maria de Lourdes Belchior, de 20 de dezembro a 30 de março de 2024.

## Prémios e condecorações
Era membro da Sociedade Hispânica na América (1970), da Academia Latina (1970) e da Academia das Ciências de Lisboa (1975); foi galardoada com o grau de Comendador da Ordem do Rio Branco (1967), da Ordem de Santiago da Espada (1971) e da Ordem de Mérito da R. F. A. (1973); era Grão Oficial da Ordem da Instrução Pública (1973) e Officier de la Légion d'Honneur de França (1975). Recebeu um ano depois da sua morte, a Grã Cruz da Ordem do Infante D. Henrique (1998).
Foram-lhe concedidos o Prémio Casa de Bragança (1953), o prémio do Instituto de Alta Cultura (1968-1970), e o Prémio Europa da Académie de Marches de I'Est (1996).
Foram-lhe dedicados os seguintes volumes de estudos: O Amor das Letras e das Gentes. In Honor of Maria de Lourdes Belchior Pontes, edited by João Camilo dos Santos and Frederick G. Williams, Center for Portuguese Studies, University of California, Santa Bárbara, 1995; Românica. Revista de Literatura, 1/2, Lisboa, Cosmos, 1993; Arquivos do Centro Cultural Calouste Gulbenkian, XXXVII, Fundação Calouste Gulbenkian, Lisboa - Paris, 1998.

## Obra

In Homage to Maria De Lourdes Belchior Pontes (Publication Series No 9) Paperback – January 1, 1995

Como professora catedrática especializou os seus estudos na época barroca, destacando-se da sua obra as edições de Frei António das Chagas – um Homem e Um Estilo do Sec. XVIII (1953) e o Itinerário Poético de Rodrigues Lobo (1959).
Da sua faceta ensaísta, são de salientar ainda as suas obras O Estruturalismo (1968) e os Homens e os Livros (1971) e ainda trabalhos conjuntos tao diversos como Três ensaios sobre a obra de Manuel Fonseca, com Maria Alzira Seixo e Maria Rocheta; Leituras de Roland Barthes, com Maria Augusta Babo, ou Antologia de Espirituais Portugueses, com José Carvalho.
Maria de Lourdes Belchior empreendeu também uma vertente de poetisa, que o professor Fernando Martinho caracterizou como “Uma poetisa muito directa, muito coloquial” e na qual produziu dois livros de poemas, a saber, Gramática do Mundo (1985) e Cancioneiro para Nossa Senhora: Poemas para uma Via Sacra (1988).
A biografia completa da autora elaborada por Ernesto Rodrigues da Universidade de Lisboa contém 248 publicações.

##### Obras principais
- Ensaio: Historiadores do Portugal Antigo, (1956)
- Itinerário Poético de Rodrigues Lobo, (1959)
- Sebastião da Gama: Poesia e Vida (1961)
- Poesia Neo-Realista (1962)
- Poesia Portuguesa Contemporânea: A Geração de 40 (1963)
- Poesia e Mística: Frei Agostinho da Cruz (1964)
- Os Homens e os Livros – I: Séculos XVI e XVII (1971)
- Portugal ou o Labirinto da Saudade (1979)
- Os Homens e os Livros – II: Séculos XIX e XX (1980)
- Da Poesia de Manuel da Fonseca ou a Demanda do Paraíso (1980)
- Sobre o Carácter Nacional ou Para Uma Explicação de Portugal (1982)

##### Poesia
- Gramática do Mundo (1985)
- Cancioneiro para Nossa Senhora (1988).

O nº 1 e 2 da revista Românica (Faculdade de Letras de Lisboa) é integralmente dedicado a Maria de Lourdes Belchior e contém toda a sua bibliografia actualizada até 1993 (data da publicação).

## Conexões
A escritora esteve intimamente associada a uma vasta rede de figuras influentes nos âmbitos culturais português, brasileiro e francês durante o século XX. Entre estas estavam figuras notáveis de Portugal, como Maria de Lourdes Pintasilgo, Mário Soares, José Saramago, Sophia de Mello Breyner Andresen, Miguel Torga, Matilde Rosa Araújo, Sebastião da Gama, Jorge de Sena, Vitorino Nemésio, Ruy Belo, José de Almada Negreiros, Manuel Cargaleiro, Fernando Lopes-Graça, Hernâni Cidade e Orlando Ribeiro.
Do Brasil, Belchior foi íntima de Jorge Amado e Zélia Gattai, Marly de Oliveira, Domingos Carvalho da Silva, e João Guilherme de Aragão. No cenário intelectual francês, incluíam-se Árpád Szenes, Simone de Beauvoir e sua irmã Hélène de Beauvoir, juntamente com Michel Chandeigne.

Belchior também estava conectada com Lindley Cintra, David Mourão-Ferreira, Eduardo Lourenço, Antonio Tabucchi, Carlos Pinto Coelho, Lídia Jorge, Vergílio Ferreira, José Jorge Letria, Vasco Graça Moura, Nuno Júdice, Fernando Namora, Oliveira Marques, Cardeal Jean-Marie Lustiger, Maria Velho da Costa, Mário Dionísio, Helena Cidade Moura, Sommer Ribeiro e Jorge Silva Melo.